# Astronomische Beobachtungstexte (Babylonien)
Astronomische Beobachtungstexte stellen die dritte astronomisch-babylonische Textgattung neben den ACT- und GADEx-Texten dar. Otto Neugebauer nennt die astronomischen Beobachtungstexte deshalb in Erweiterung auch non-ACT-Texte.
Eine Eingrenzung auf bestimmte Themen fehlt bei dieser Textkategorie. Inhaltlich geht es um die Beobachtung von bestimmten Planeten, Okkultationen und anderen astronomischen Zusammenhängen, die nicht in den ACT- und GADEx-Texten abgehandelt werden.
Die ältesten Okkultationstexte können bis in das achte Jahrhundert v. Chr. datiert werden und bestätigen damit die Aufzeichnungen von Claudius Ptolemäus, der sich auf babylonische Beobachtungen seit der Zeit von Nabu-nasir (747 bis 734 v. Chr.) beruft. Die Okkultationstexte lagen Claudius Ptolemäus bei seiner Bearbeitung in einer fast vollständigen Sammlung seit 747 v. Chr. vor. 
Die übrigen Beobachtungsberichte wurden zumeist in den drei Jahrhunderten v. Chr. gefertigt; vereinzelt sind auch Aufzeichnungen aus dem sechsten Jahrhundert v. Chr. vorhanden.